# Situ Udik
Situ Udik is een bestuurslaag in het regentschap Bogor van de provincie West-Java, Indonesië. Situ Udik telt 12.752 inwoners (volkstelling 2010).